# عملات الفايكنغ
استُخدمت عملات الفايكنغ المعدنية خلال عصر الفايكنغ في أوروبا الشمالية. قبل استخدام العملات المعدنية وسكها، كان اقتصاد الفايكنج يعتمد بشكل أساسي على السبائك، يُستخدم وزن وحجم معدن معين كطريقة لتقييم القيمة، بدلاً من تحديد القيمة من خلال نوع معين من العملات. بحلول القرن التاسع، أدت غارات الفايكنغ إلى اتصالهم بثقافات مألوفة باستخدام العملات المعدنية في اقتصادات أوروبا، وبالتالي أثرت على إنتاج الفايكنغ من العملات المعدنية.
داخل الدول الاسكندنافية نفسها، الفايكنغ على دراية بالعملات المعدنية من مناطق مختلفة بما في ذلك المناطق العربية في ذلك الوقت، مما أدى إلى مزيد من النفوذ. قَبل سك عملاتهم الخاصة، كان تدفق العملات الدولية يوفر الأساس لاقتصاد مبكر يُمكن تطويره.
بدأت الممالك التي يحكمها الدنماركيون في الجزر البريطانية، والمعروفة باسم دانلو، تصميم عملاتها المعدنية الخاصة على شكل حكام بالإضافة إلى العديد من الصور المسيحية. أصبح في الدول الاسكندنافية، اعتماد عملات معينة داخل كل من العملات الدنماركية، السويدية، والنرويجية واضحًا نحو أواخر تسعينيات القرن التاسع عشر. كما الحال مع معظم العملات المعدنية في تلك الفترة، بما في ذلك داخل منطقة دانلو، غالبية هذه العملات مصممة على غرار حكام هذه المناطق المعينة. حققت كل مملكة نجاحًا متفاوتًا في تقديم واستخدام عملاتها الخاصة.
توفر اكتشافات العديد من كنوز الفضة داخل المملكة المتحدة والدول الاسكندنافية دليلاً على أنواع وتصميم العملات المعدنية لحكام وملوك الفايكنغ المختلفين وتأثير الثقافات الخارجية. تشمل هذه الكنوز مجموعة كويرديل (تتكون من حوالي 7000 قطعة نقدية) وكنوز سيلفرديل في المملكة المتحدة. يُمكن العثور على غالبية مجموعة كويرديل في المتحف البريطاني. بالإضافة إلى ذلك، تظهر الكنوز التي عُثر عليها في الدنمارك والسويد نسبة كبيرة من العملات العربية، فضلاً عن أشكال أخرى من السبائك مثل الأساور والمجوهرات.

## الخلفية واقتصاد السبائك

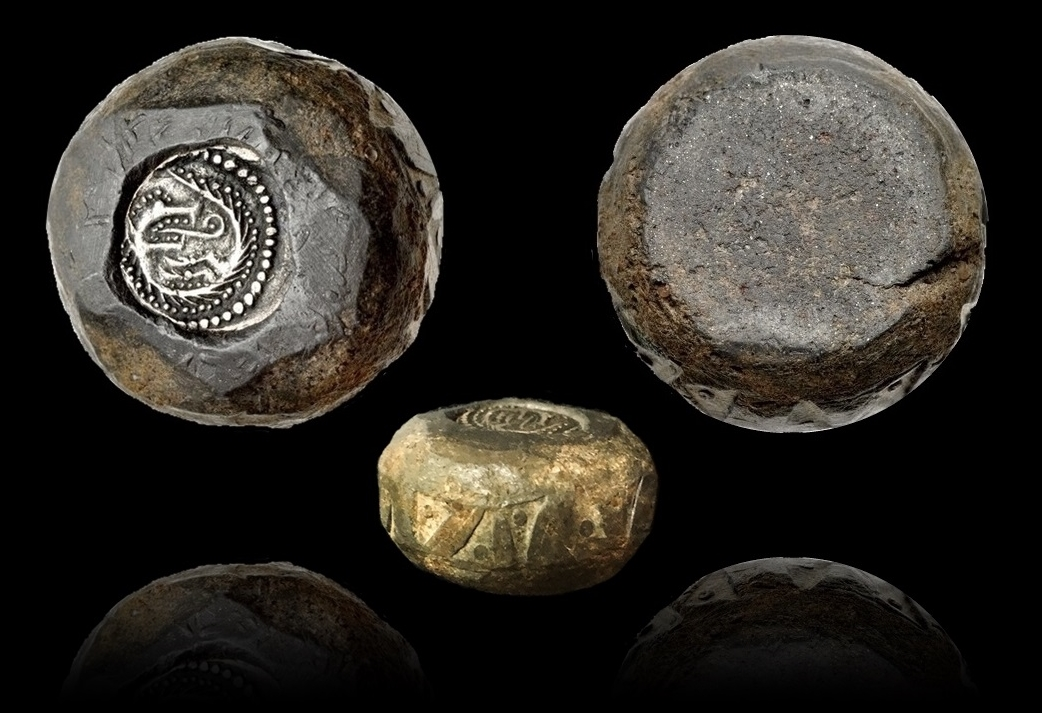
وزن العملة الأنجلو ساكسونية الفايكنغية، المستخدمة في تجارة السبائك والفضة: المادة هي الرصاص وتزن حوالي. وهي متضمنة عملة أنجلو ساكسونية يعود تاريخها إلى الفترة ما بين 720 و750، و سُكّت في كينت. يتميز بتصميم على شكل مثلث منقط. الأصل هو منطقة دانيلو ويرجع تاريخه إلى 870-930.

شهد عصر الفايكنغ المبكر اقتصادًا يعتمد بشكل أساسي على السبائك داخل المجتمع. يقترح البعض أن العملات الإسكندنافية تطورت في مدينة ريبي نحو أوائل القرن الثامن مع وجود أدلة على وجود عملات sceattas الدنماركية، ومع ذلك لم يُعثر على أي بقايا أثرية لدار سك معينة. شهد تطور اقتصاد السبائك في عصر الفايكنغ تبادل السلع مقابل المعادن الثمينة على أساس وزنها وحجمها بدلاً من استخدام نوع معين من العملات. الفضة المعدن الأكثر استخدامًا في الاقتصاد كوسيلة للتجارة. توزن الفضة غالبًا باستخدام أوزان الرصاص، ومن أجل حماية ثروات الناس، تُصهر لتشكيلها في أشكال أخرى مختلفة (مثل الأساور والمجوهرات الأخرى). سمحت المقاييس التي أحضرها التجار بحساب أوزان هذه المعادن بدقة، مما سمح بإنشاء نظام أسهل للتبادل بين الأطراف في عصر الفايكنغ قبل سك العملات. بالإضافة إلى استخدام هذه المعادن الثمينة المتنوعة كوسيلة للتبادل، أصبحت المعادن الثمينة رمزًا للقوة والثروة داخل المجتمع.
بحلول القرن التاسع، قادت غارات الفايكنغ إلى الاتصال بمختلف المدن والقرى حول البحر الشمالي وبحر أيرلندا. بطبيعة الحال، بعد غارات الدول الأجنبية، أصبح الفايكنغ أكثر تعوداً على السياسة والاقتصاد المحليين وأكثر انخراطاً فيهما. نتيجة لذلك، أصبح استخدام الفضة كطريقة للدفع أكثر تأثيرًا. تمتلك الممالك الأنجلو ساكسونية المختلفة عملاتها الخاصة قيد الاستخدام، وتستخدم غالبًا لدفع الأموال للفايكنغ في محاولات تجنب الغارات، ولم تكن ناجحة بالضرورة دائمًا. بالإضافة إلى تأثير العملات الأنجلو ساكسونية، حوالي 35% من العملات التي دخلت الدول الاسكندنافية من أصل شرقي، وهو ما يمثل التأثير واسع النطاق للثقافات خارج ممالك الفايكنغ والتي كان لها تأثيرات مهمة في تطوير عملاتها وعملاتها المعدنية الخاصة.

## الدول الاسكندنافية

### الدنمارك

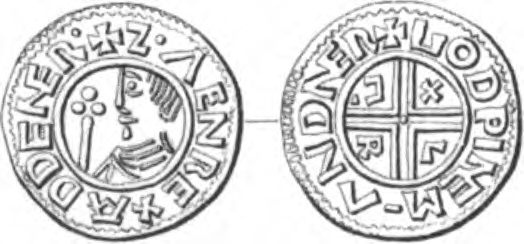
عملة معدنية تصور سوين فوركبيرد، ملك الدنمارك من عام 986 إلى عام 1014، سكت في عام 995. يقرأ النقش: ZVEN REX AD DENER "سفين، ملك [أو بين] الدنماركيين" و GOD-WINE M-AN D-NER "غودوين، تاجر النقود بين الدنماركيين"

أقدم العملات المعدنية المعروفة الصادرة من عصر الفايكنغ في الدنمارك جاءت في عهد الملك سوين فوركبيرد حوالي عام 995. تحمل هذه العملات نقوشًا مختلفة بما في ذلك اسم سوين، بالإضافة إلى الجهة المصدرة للعملات (GODWINE M-AN DNER: جودوين، تاجر النقود بين الدنماركيين)، كانت العملات مصنوعة من الفضة. في القرون التالية، تعتمد العديد من العملات المعدنية على الفضة وقيمتها تُحدد بالوزن. وجد أن هذه العملات قليلة وسُكت في موقع غير محدد. كان سوين، إلى جانب الملك النرويجي أولاف تريغفاسون، قاد سابقًا قوة الفايكنغ الغازية إلى إنجلترا، أدى إلى فرض ضريبة دانيجلد (كان الملك الإنجليزي إثيلريد الثاني ملزمًا بدفع ضريبة دانيجلد الدنماركية: المعروفة باسم ضريبة دانيجلد). أصبحت العملات الإنجليزية المستخدمة للدفع من النماذج الأولية لهذه العملات الدنماركية. التطوران الرئيسيان الشائعان في الدنمارك: بنسات تشبه إلى حد كبير تلك التي سُكت في إنجلترا، ولكنها سُكّت في الدنمارك مع صور للملك الإنجليزي واسمه؛ وأيضًا بنسات مصممة على غرار تلك المصنوعة في إنجلترا ولكن مع صور مرتبطة بشكل أكثر مباشرة بالدنمارك.
في عهد سفيند إستريدسن، تحمل العديد من العملات الدنماركية تقليدًا قويًا للأنماط البيزنطية، وفي الجزء الأخير من حُكمه، تحمل البنسات انطباعات من الأحرف الرونية الدنماركية. لاحقًا بين عامي 1074 و1080، في عهد هارالد هين، اتجهت الدنمارك أكثر نحو العملة الوطنية والعملات المعدنية.
بدأ التنفيذ الأولي للعملة الدنماركية بشكل جيد، أصبح أكثر ترسيخًا وتأسيسًا تحت حكم كنوت، أصبحت مملكتا الدنمارك وإنجلترا أكثر اتحادًا. في عهد كنوت في عشرينيات القرن الحادي عشر، ظهرت بعض العملات الأولى المنظمة، والتي سُكت بشكل أساسي في لوند، وعُثر أيضًا على أنها سُكت في العديد من المدن الأخرى مثل ريبي، هيديبي، وألبورج.

### النرويج
كما هو الحال في أجزاء أخرى من دول الفايكنغ الاسكندنافية، دخلت واردات العملات المعدنية والعملات المعدنية من مختلف مناطق العالم طريقها إلى النرويج الحالية نتيجة لزيادة التجارة. في جميع أنحاء أراضي الفايكنغ، عُثر على حوالي 150 قطعة نقدية، منها ما يقرب من 400 عملة عربية، 3300 عملة نرويجية، وعدد مماثل من العملات الإنجليزية. بعض أقدم العملات المعدنية الصادرة داخل النرويج نفسها جاءت من حوالي تسعينيات القرن التاسع عشر ومصممة بصورة أولاف تريغفاسون، ملك النرويج من عام 995 إلى عام 1000. من المرجح أن يستمر إصدار العملات المعدنية محليًا داخل النرويج، وهو ما يتضح من تكوين العديد من كنوز العملات المعدنية التي عُثر عليها. في عهد الملك هارالد سيجوردسون، بعد اكتساب المعرفة والخبرة في العملات أثناء خدمته مع الإمبراطور البيزنطي، انشأ عملة وطنية. بشكل عام، صدرت البنسات بوزن تقريبي يبلغ 0.89 غرام. في البداية، احتوت هذه العملات على كمية كبيرة من الفضة، انخفض مع مرور الوقت محتوى الفضة بشكل عام مع استخدام نسب أعلى من النحاس بدلاً منها (خاصة في عهد أولاف هارالدسون). من المرجح أن نيدارنيس موقع دار سك العملة الرئيسية للعملات النرويجية في عهد هارالدسون.

في البداية، العملات الموزعة داخل النرويج ذات بداية حساسة، ولكن تحت حكم هارالد هاردرادا، أصبحت أكثر نفوذاً.

عملات معدنية لملوك/حكام نرويجيين مختلفين
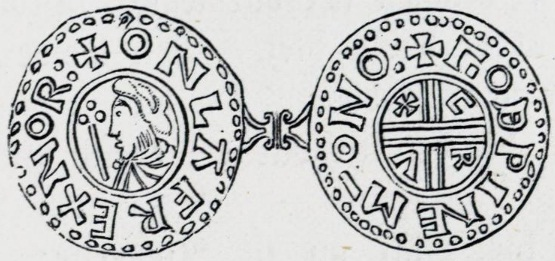
عملة أولاف تريغفاسون. تقليد لإثيلريد الثاني
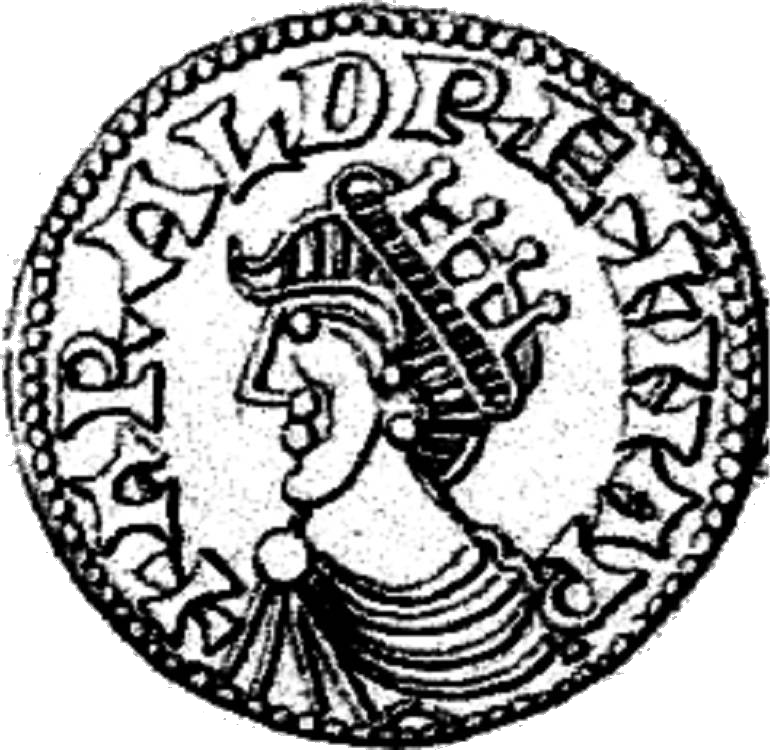
عملة تمثل الملك هارالد سيجوردسون ملك النرويج
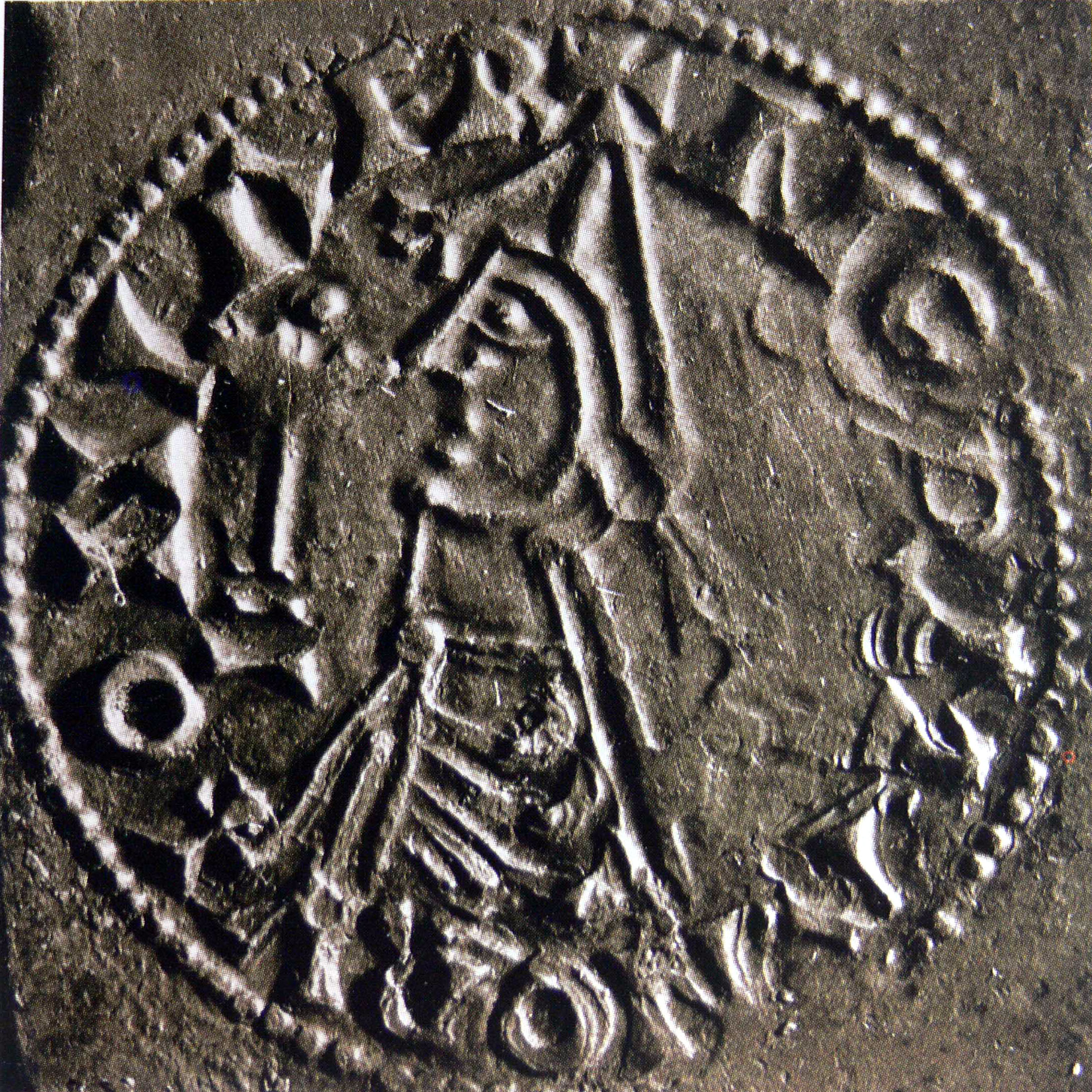
عملة معدنية عليها صورة أولاف الثاني هارالدسون، ملك النرويج، يعود تاريخها إلى الفترة 1023-1028
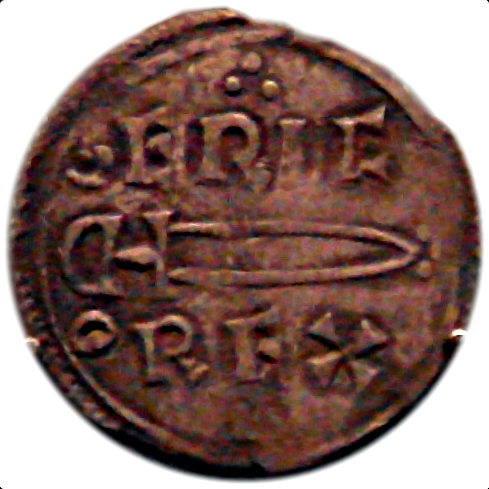
عملة إريك بلوداكس، ملك النرويج وملك نورثمبريا . كُتب عليها "إريك ريكس"- الملك إريك. من المتحف البريطاني.

### السويد

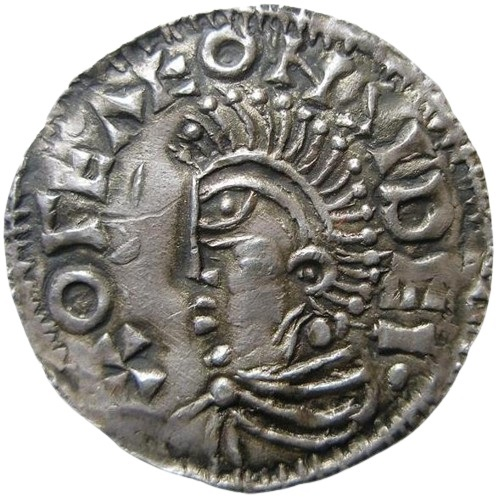
عملة Olof Skötkonung، مسكوكة في سيجتونا

بدأ استيراد العملات الأجنبية إلى السويد حوالي عام 800، واستمر حتى عام 1150 تقريبًا عندما أصبح سك العملات المحلية أكثر شيوعًا. في الغالب، استيراد الدراهم إلى السويد عبر روسيا، مع تداول إضافي قادم من ألمانيا، إنجلترا، وأماكن أخرى. كان من الضروري وجود نسبة عالية من الفضة لتوفير معايير الوزن التي تُقيم على أساسها السبائك.
بدأ سك العملات السويدية الأصلية نحو تسعينيات القرن التاسع عشر مع الملك أولوف سكوتكونونغ، الذي أصدر عملات معدنية تحمل صورته ولقبه. انتجت العملة الملكية بشكل رئيسي حول مدينة سيجتونا واستندت إلى العملة الإنجليزية. ربطت الاكتشافات هذه العملات المعدنية بسجتونا استنادًا إلى الروابط بين القوالب بالإضافة إلى العلاقات بين الصور. واصل الملك أنوند جاكوب سك العملات المعدنية في سيجتونا، توقف الأمر مع نهاية حكمه. من المرجح أن استئناف سك العملة بدأ في عهد الملك كانوت الأول.
بشكل عام، كانت العملات المعدنية بدائية مقارنة بالعملات الأخرى في تلك الفترة، ذات أوزان متفاوتة ونقوش لا معنى لها. كان من الممكن استخدام هذه العملات كوسيلة للدفع للجنود بدلاً من استخدامها فقط في التجارة، مما أدى إلى هذا النوع البدائي من العملات. الصور والتشابهات المسيحية شائعة في العملات السويدية المبكرة، تتضمن نماذج العملات الأنجلو ساكسونية نقوشًا مثل "IN NOMINE DOMINI"، تعني "باسم الرب"، بالإضافة إلى رموز الصليب. انتهت عملية سك العملة في سيجتونا حوالي عام 1030.

## دانلو

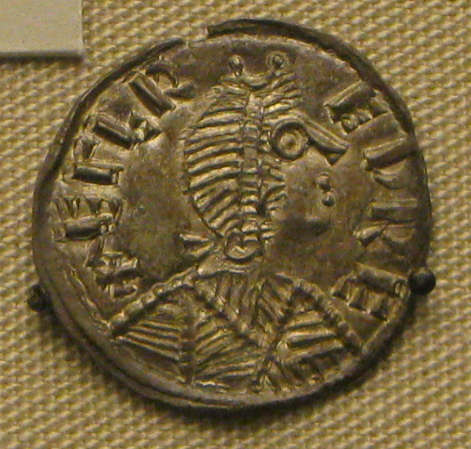
عملة فضية لألفريد العظيم

بدأت منطقة دانلو، وتقع في المملكة المتحدة الحالية والتي خضعت لحكم الدنماركيين من القرن التاسع إلى القرن الحادي عشر تقريبًا، في استخدام العملات المعدنية المتأثرة بالدنماركيين. تعتمد المراحل الأولى من سك العملات، في ظل حكم الفايكنغ، في الغالب على تقليد العملات المجاورة. مستوحى عدد قليل من هذه التقليدات من حكام وملوك الفايكنغ، يحمل العديد منها اسم الملك ألفريد (ملك الأنجلو ساكسون) وتُضرب بوزن قياسي يبلغ حوالي 1.6 غرام. استمر سك العديد من هذه العملات المعدنية، منذ الإنتاج الأنجلو ساكسوني قبل الغزو وحتى سبعينيات وثمانينيات القرن التاسع عشر، ولكن مع بعض علامات الحكم الإسكندنافي.
شهد منتصف تسعينيات القرن التاسع عشر تطوراً في إدخال وتطوير العملات الوطنية داخل المملكتين الرئيسيتين في دانلو. شهدت يورك عملات ملكية تحمل أسماء الحكام سيفريد وكنوت، بينما استبدلت شرق أنجليا عملات الملك ألفريد بسانت إدموند. غالبًا ما كانت عملة سانت إدموند تحمل علامات الصور المسيحية. أقدم العملات المعدنية المعروفة من الفايكنغ في مملكة يورك جاءت من جوثريد. تشير الأدلة إلى أنها من النوع الأنجلو ساكسوني، تحمل اسم الملك، صليبًا، واسم التاجر. تعتمد عملات كنوت وسيفريد أيضًا على الصور الملكية والمسيحية بالإضافة إلى التأثيرات من العملات البيزنطية.
الصور المسيحية شائعة في العملات المعدنية الصادرة في مملكة دانلو. يتضمن ذلك نقوشًا مثل DOMINUS DEUS REX (الرب الإله والملك) بالإضافة إلى الصور المسيحية مثل الصليب المسيحي. كما أن التأثيرات الإسكندنافية على العملات المعدنية واضحة أيضًا بالإضافة إلى الصور المسيحية، مثل مطرقة الإله الإسكندنافي ثور وغيرها من الإشارات. تُظهر النقوش الموجودة تحت اسم الملك أولاف التأثير الإسكندنافي. العديد من عملات الفايكنغ التي تعرض صور ثور وأودين مصحوبة برموز مسيحية أيضًا، في حين أدى استخدام اللغة النوردية القديمة إلى تطوير خط مميز من العملات المعدنية بعيدًا عن الملوك الأنجلو ساكسونيين. أظهر أولاف جوثفريثسون استخدامًا أكثر كثافة للرموز الإسكندنافية.

## الكنوز والعملات الفايكنغية اليوم
يعود تأريخ العديد من الكنوز التي عُثر عليها فيما يتعلق بعملات الفايكنغ إلى الفترة ما بين القرنين التاسع والحادي عشر، وهي تأتي من الجزر البريطانية. يمكن العثور على هذه الاكتشافات غالبًا في المتاحف مثل المتحف البريطاني وتتكون في الغالب من سلع فضية.
تشمل بعض كنوز الفضة التي عُثر عليها في الدنمارك 1751 عملة معدنية من تيرسليف، حيث 1708 من هذه العملات المعدنية من أصل عربي. أحدث إصدار من العملات المعدنية التي عُثر عليها ضمن هذا الكنز يعود إلى عام 944. تتكون الكنوز الأخرى التي عُثر عليها في الدنمارك من المعلقات، تجهيزات الأشرطة، الأساور ، الخرز الفضي، وقطع الفضة. تشمل هذه الكنوز من دوسميند وفيدستيد ويمكن العثور عليها في المتحف الوطني في الدنمارك. هناك أيضًا بعض الكنوز الذهبية مثل تلك التي عُثر عليها في هورنلوند وتوجد أيضًا في المتحف الوطني في الدنمارك.
في السويد، يأتي ثلثا العملات المعدنية المكتشفة من جوتلاند، حيث عُثر على ما يقرب من 259,524 عملة معدنية من عصر الفايكنغ في جميع أنحاء السويد. بالإضافة إلى تلك الموجودة في جزيرة جوتلاند، عُثر على اكتشافات مهمة في جزيرة أولاند، قبالة الساحل السويدي. العملات المعدنية التي تعود إلى القرنين الثامن والتاسع التي عُثر عليها هنا تتكون عمومًا من عملات عربية في الغالب. بحلول القرن الحادي عشر، انخفضت كميات الاكتشافات، مع ارتفاع نسبة العملات المعدنية الأوروبية الغربية.

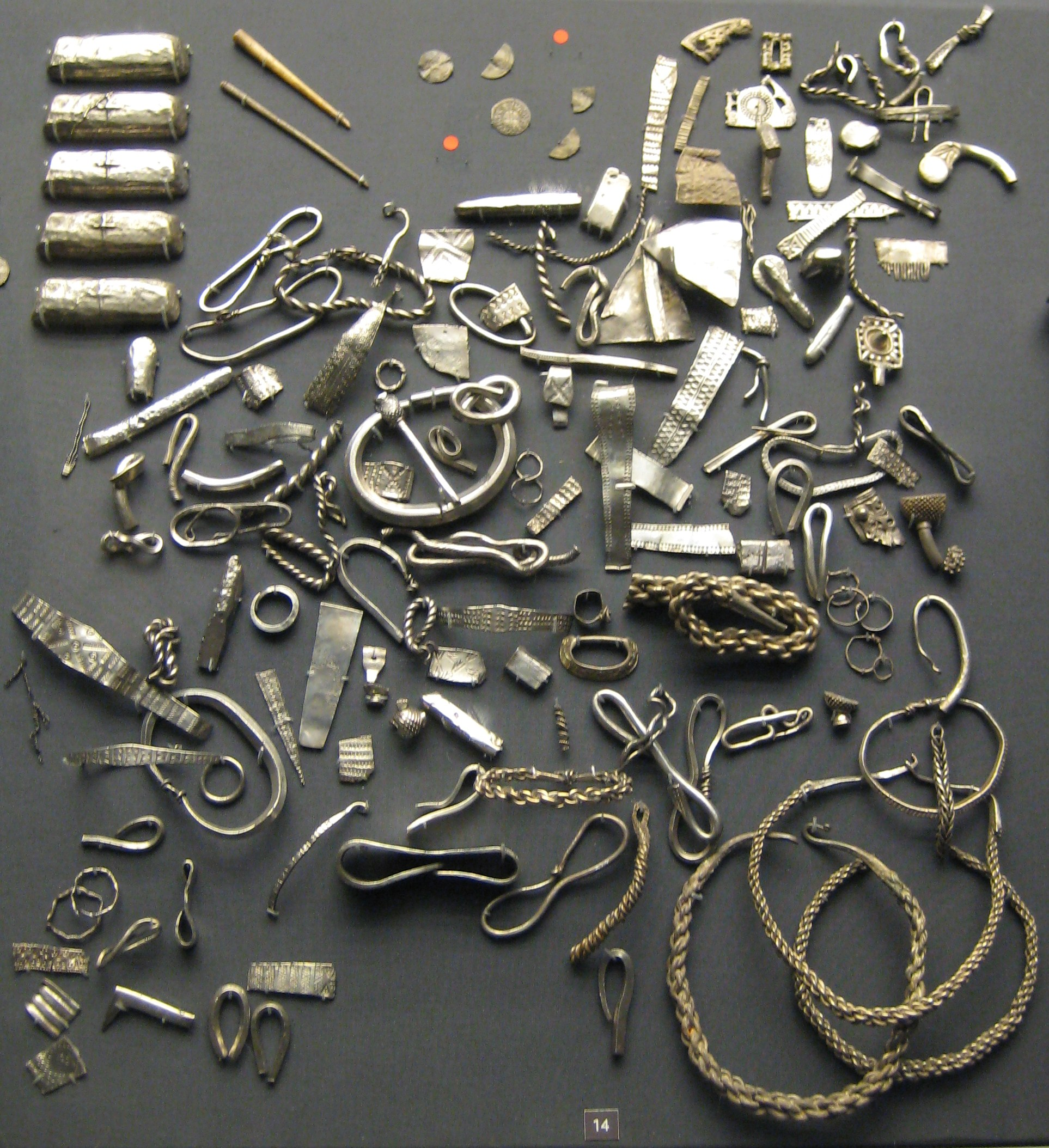
مجموعة كويرديل المعروضة في المتحف البريطاني

في المملكة المتحدة، يعود تأريخ كنز أشدون إلى عام 895 تقريبًا، يحتوي على 71 بنسًا فضيًا. تُظهر غالبية العملات المعدنية ألفريد العظيم، بينما تحمل العملات الأخرى اسم غوثروم، غوثفريث، وعملات أخرى غير مؤكدة. توجد أربع من العملات المعدنية الموجودة في الكنز داخل المتحف البريطاني مع بقية العملات في متحف فيتزويليام ، واثنتين في متحف سافرون والدن.
أحد أكبر كنوز الفضة الفايكنغية التي عُثر عليها هو كنز كويرديل، يتكون من حوالي 8600 قطعة بما في ذلك العملات الفضية، ويزن حوالي 40 كغم. من المرجح أن يشير تكوين العملات المعدنية إلى أنه دُفنت بين عامي 905 و910. من بين العناصر التي عُثر عليها، هناك ما يقرب من 7000 عملة معدنية، معظمها من العملات الأنجلوساكسونية والدانماركية. بالإضافة إلى هذه العملات، هناك بعض العملات الفرنجية الدولية بالإضافة إلى العملات الاسكندنافية المبكرة. من المرجح أن العملات البيزنطية والإسكندنافية جاءت من الدول الإسكندنافية أثناء انتقالها إلى بريطانيا. بالإضافة إلى العملات المعدنية التي عُثر عليها في الكنز، هناك أكثر من 36 كيلوغرامًا من السبائك، يتكون في الغالب من المجوهرات الفضية والمعادن الأصغر الأخرى. يمكن العثور على غالبية الاكتشافات حاليًا في المتحف البريطاني.
يتكون كنز سيلفرديل الذي عُثر عليه في سيلفرديل، لانكشاير، من حوالي 27 عملة معدنية، وإجمالي 200 قطعة من المجوهرات. تحتوي على وجه الخصوص، بعض العملات المعدنية على نقش DNS (Dominus) REX، يعكس المثل المسيحية بينما تحتوي أيضًا على نقوش AIRDECONUT، من المحتمل أن يكون الاسم الاسكندنافي لـ Harthacnut. وهي تشمل عملات ألفريد العظيم . تحتوي مجموعة العملات المعدنية على عملات أنجلو فايكنغ، أنجلو ساكسونية، عربية، وفرنجية بالإضافة إلى عملات نورثمبريا التي تمثل الاتصالات الثقافية واسعة النطاق للفايكنغ وتأثيرات عملاتهم المعدنية. تشكل العناصر الأخرى من المجوهرات أساسًا للتجارة داخل اقتصاد السبائك.

## قراءة إضافية
- بلاكبيرن، م. (٢٠٠٥). "العملة في عهد الفايكنج. الجزء الأول: غوثروم وأقدم سك العملات الدانماركية"، المجلة البريطانية للعملات، المجلد ٧٥ (٢٠٠٥)، ص. 18–43.
- بلاكبيرن، م. (٢٠٠٦). "العملة في عهد الفايكنج. الجزء الثاني: المملكتان الإسكندنافيتان في الدانمارك، حوالي ٨٩٥-٩٥٤"، المجلة البريطانية لعلم العملات، المجلد ٧٦ (٢٠٠٦)، ص. 204–226.  نسخة محفوظة 23 سبتمبر 2015 على موقع واي باك مشين.
- بلاكبيرن، م. (٢٠٠٧). "العملة في عهد الفايكنج. الجزء الثالث: أيرلندا، ويلز، جزيرة مان، واسكتلندا في القرنين التاسع والعاشر"، المجلة البريطانية لعلم العملات ، المجلد ٧٧ (٢٠٠٧)، ص. 119–149.
- بلاكبيرن، م. (2011). العملات والعملات الفايكنجية في الجزر البريطانية ، [المنشور الخاص السابع للجمعية البريطانية لعلم العملات]، لندن، 2011.
- دولي، مايكل (1965). عملات الفايكنج من الدانمارك وأيرلندا ، لندن: المتحف البريطاني، 1965.
- جوتش، م. ل. (٢٠١٢). المال والسلطة في مملكة الفايكنج في يورك، حوالي ٨٩٥-٩٥٤ ، أطروحة دكتوراه غير منشورة، جامعة دورهام، ٢٠١٢.